# George Yod Phimphisan
George Yod Phimphisan C.SS.R. (1933 – 2017) là một Giám mục người Thái Lan của Giáo hội Công giáo Rôma. Ông nguyên là Giám mục chính tòa Giáo phận Udon Thani và Giám quản Tông Tòa Tổng giáo phận Thare and Nonseng. Ngoài ra, Giám mục Phimphisan còn là một người có vai trò quan trọng đối với Công giáo tại quốc gia này, mà bằng chứng cụ thể là ông đắc cử và giữ vị trí Chủ tịch Hội đồng Giám mục Thái Lan trong ba khoảng thời gian khác nhau: 1991 – 1994; 1997 – 2000 và 2006 – 2009.

## Tiểu sử
Giám mục George Yod Phimphisan sinh ngày 19 tháng 1 năm 1933, tại Bangkok, thuộc Thái Lan. Năm 20 tuổi, ngày 2 tháng 7 năm 1953 chàng trai trẻ gia nhập Dòng Chúa Cứu Thế, viết tắt là C.SS.R.. Sau quá trình tu học dài hạn tại các cơ sở chủng viện theo quy định của Giáo luật, ngày 24 tháng 6 năm 1958, Phó tế Phimphisan, 25 tuổi, tiến đến việc được truyền chức linh mục, trở thành một linh mục dòng.
Sau 17 năm thi hành các tác vụ trên năng quyền của một linh mục, ngày 2 tháng 10 năm 1975, tin tức từ Tòa Thánh loan báo việc Giáo hoàng đã xác nhận việc tuyển chọn linh mục George Yod Phimphisan, 42 tuổi, gia nhập Giám mục đoàn Công giáo Hoàn vũ, với vị trí được trao phó là Giám mục chính tòa Giáo phận Udon Thani. Lễ tấn phong cho vị giám mục tân cử được tổ chức cách trọng thể bởi 3 giáo sĩ cấp cao. Chủ phong cho tân chức là Giám mục Clarence James Duhart, C.SS.R., Nguyên Giám mục Giáo phận Udon Thani. Hai vị còn lại, với vai trò phụ phong, gồm có Tổng giám mục Michael Kien Samophithak, Tổng giám mục Tổng giáo phận Thare and Nonseng và Tổng giám mục Giovanni Moretti, Quyền Sứ thần Tòa Thánh tại Thái Lan. Tân giám mục chọn cho mình châm ngôn:In fidem dilexit nos.
Sau quá trình thực hiện các nghi thức mục vụ dài hạn tại Udon Thani, trong gần 35 năm, Giám mục Phimphisan xin từ nhiệm vì lí do tuổi tác và được chấp thuận từ Tòa Thánh, công bố ngày 14 tháng 11 năm 2009. Ngoài nhiệm vụ chính thức, Giám mục Phimphisan còn kiêm nhiệm vị trí Giám quản Tông Tòa Tổng giáo phận Thare and Nonseng, trong giai đoạn ngắn, từ ngày 14 tháng 5 năm 2004 đến ngày 1 tháng 7 năm 2005.
Giám mục Phimphisan còn là một người có vai trò quan trọng đối với Công giáo tại Thái Lan, ông đắc cử và giữ vị trí Chủ tịch Hội đồng Giám mục Thái Lan trong ba khoảng thời gian khác nhau: 1991 – 1994; 1997 – 2000 và 2006 – 2009.
Giám mục Phimphisan qua đời sau đò vào ngày 15 hoặc 18 tháng 12 năm 2017, thọ 84 tuổi.